# Pseuderanthemum lapathifolium
Pseuderanthemum lapathifolium är en akantusväxtart som först beskrevs av Vahl, och fick sitt nu gällande namn av B. Hansen. Pseuderanthemum lapathifolium ingår i släktet Pseuderanthemum och familjen akantusväxter. Inga underarter finns listade i Catalogue of Life.